# (8249) Gershwin
(8249) Gershwin (1980 GG) – planetoida z pasa głównego asteroid okrążająca Słońce w ciągu 3,68 lat w średniej odległości 2,38 au. Odkryta 13 kwietnia 1980 roku.